# Giá trị trao đổi
Giá trị trao đổi là một quan hệ tỷ lệ về lượng giữa những giá trị sử dụng của các hàng hóa khác nhau có thể trao đổi cho nhau. Đây là một trong những khái niệm cơ bản của kinh tế chính trị, đặc biệt là kinh tế chính trị Mác - Lênin.
Khi một sản phẩm được làm ra, nó có giá trị sử dụng. Nhưng nếu không được đem trao đổi, thì nó chỉ đơn thuần là một sản phẩm và chỉ có giá trị sử dụng. Chỉ khi được đem trao đổi, thì nó mới trở thành hàng hóa và có giá trị trao đổi.
Biểu diễn bằng phương trình, có thể viết là:

Ví dụ: một con cừu = hai cái rìu
Có một giả thiết quan trọng cần chú ý là sự trao đổi ở đây là thứ trao đổi trực tiếp giữa sản phẩm này với sản phẩm kia. Quan hệ tiền tệ không được đưa vào xem xét. Nếu nới lỏng giả thiết này, tức là xem xét cả quan hệ tiền tệ, hoặc nói cách khác là đặt việc trao đổi trong bối cảnh nền kinh tế tiền tệ, thì giá trị trao đổi được thể hiện thành giá cả.
Do các sản phẩm có tính chất khác nhau, nên việc đo lường tỷ lệ giữa các giá trị sử dụng của nó không đơn giản. Để giải quyết khó khăn này, Karl Marx đã đưa ra một khái niệm về giá trị có tính phổ biến cho tất cả những hàng hóa.